# 薩克索雀鯛
薩克索雀鯛（學名：Pomacentrus saksonoi），是輻鰭魚綱鱸形目雀鯛科雀鯛屬的其中一種，分布於西太平洋印尼海域，深度10至20公尺，體長可達10公分，棲息在淤泥沉積的珊瑚礁、礁石區，以浮游生物為食，繁殖期時成對出現，雄魚會守護卵直到孵化，生活習性不明。